# 438일
《438일》(438 dagar, 438 DAYS)은 스웨덴에서 제작된 예스퍼 갠스란트 감독의 2019년 드라마 영화이다. 구스타프 스카스가드 등이 주연으로 출연하였다.

## 출연

### 주연
- 구스타프 스카스가드 : 마틴 역
- 마티아스 바레라 : 요한 역

### 조연
- 요세핀 넬덴 : 린네이 쉬비에 역
- 파이살 아흐메드 : 압둘라히 후세인 역
- 스티븐 제닝스 : 스티븐 어빙 역
- 그래햄 클라크 : 브루노 역
- 예스퍼 간슬란트 : 프레드리크 스피크 역
- 필리프 산덴 : 칼 빌트 역
- 프레드리크 스카블란 : 스카블란 역
- 레나 B. 닐손 : 카린 쉬비에 역
- 구닐라 요한손 : 키칸 페르손 역
- 아브디 델고 : 알리 역
- 시뷔일 은게시 : 찰라 역
- 프레데릭 닐손 : 키옐 페르손 역

## 제작진
- 미술: 프레드 드 프리즈
- 세트: 루이스 드레이크
- 배역: 보니 리 부맨
- 배역: 미토 스켈런
- 배역: 사라 토른크비스트